# Cornelius Ryan
Cornelius Ryan, född 5 juni 1920 i Dublin, Irland, död 23 november 1974, var en amerikansk krigskorrespondent och författare.
Han arbetade för nyhetsbyrån Reuters och den brittiska dagstidningen Daily Telegraph som krigskorrespondent i Europa under andra världskriget åren 1941–1945.
Ryan skrev tre verk om andra världskriget:
- Den längsta dagen: D-dagen tisdagen den 6 juni 1944, som utkom 1959 (svensk översättning av Claës Gripenberg 1960) och filmatiserades 1962 med bland andra John Wayne, Richard Burton och Sean Connery i några av rollerna
- Slutstriden: slaget om Berlin 16 april – 2 maj 1945, som utkom 1966 (svensk översättning av Gunnar Barklund)
- En bro för mycket (slaget vid Arnhem), som utkom 1974 (svensk översättning Claës Gripenberg 1975) och filmatiserades 1977 med bland andra Michael Caine och Sean Connery i några av rollerna